# Ambroise Rendu (1847-1934)
Pour les articles homonymes, voir Ambroise Rendu.
Ambroise Rendu, né à Paris le 16 janvier 1847 et mort à Nice le 22 février 1934, est un avocat et homme politique français.

## Biographie
Petit-fils d'Ambroise Rendu, inspecteur général de l'Université, et fils d'Ambroise-Augustin-Eugène-Charles-Louis Rendu, avocat au conseil d’État, Ambroise-Marie Rendu naît le 16 janvier 1847 au no 34 de la rue de l'Université.
Docteur en droit, il est avocat à la cour d'appel de Paris, inscrit au barreau de la capitale depuis 1868. Pendant la guerre de 1870, il sert comme lieutenant de mobiles puis comme capitaine adjudant-major. Sa conduite à l'affaire de la Maison-Blanche lui vaut la médaille militaire. En tant que juriste, il est l'auteur de plusieurs ouvrages de droit et a fondé un Bulletin de jurisprudence et de législation usuelles.
Ambroise Rendu se lance en politique dans le « fief » familial de Seine-et-Oise dès les années 1880. Déjà conseiller municipal de Labbeville, il se présente à la députation lors des élections législatives d'octobre 1885. Il figure alors aux côtés de Jules Auffray, d'Ernest Brincard, de Paul Féau, de Georges Haussmann et de quatre autres candidats sur la « liste agricole » montée par les conservateurs (c'est-à-dire les monarchistes) et par le « comité de la défense agricole » présidé par Léon Durand, cultivateur à Juvisy. Rendu obtient 24 912 voix au premier tour puis 24 175 au second, mais sa liste n'obtient aucun siège.
Devenu maire de Labbeville, il est sollicité en 1888 par les électeurs conservateurs du canton de Pontoise pour briguer, à l'occasion d'une élection partielle, le siège de conseiller général autrefois occupé par son père et son oncle. Arrivé en tête au premier tour, le 5 février, devant l'opportuniste Joseph Reinach et le radical Vuillaume, il est élu au second tour le 12 février. Il conserve peu de temps ce mandat car il est battu aux élections cantonales de juillet 1889 par le maire de Pontoise, Billoin. Quelques semaines plus tard, à l'occasion des élections législatives, Rendu est à nouveau le candidat des conservateurs de Pontoise. Au premier tour, il arrive en seconde position, entre le député sortant radical Hubbard et l'opportuniste Lannes de Montebello. Au second tour, il est battu par Hubbard avec moins de quarante voix d'écart.
Après la mort de Ferdinand Duval, conseiller municipal monarchiste du quartier Saint-Thomas-d'Aquin, Rendu présente sa candidature à l'élection du 3 mai 1896. Se proclamant « conservateur et libéral » (c'est-à-dire monarchiste et clérical), il s'engage à réclamer la réintégration des religieuses dans les hôpitaux ainsi que des subventions équitables en faveur des écoles catholiques. Soutenu par le comité central conservateur de Paris, il l'emporte très largement dès le premier tour face au candidat républicain, le docteur Javal. Réélu jusqu'en 1929, Rendu conserve ce mandat jusqu'en 1933. Il préside notamment la commission d'assistance à l'hôtel de ville.
À la fin de l'année 1899, il remplace Jacques Hervé de Kerohant à la direction du Soleil, journal royaliste dont il est un collaborateur de longue date.
Nommé chevalier de la Légion d'honneur en 1921, il est promu officier de cet ordre en 1932.
Doyen d'âge du conseil municipal de Paris et du conseil général de la Seine, il démissionne de ses fonctions en 1933 pour raisons de santé. Quelques mois plus tard, il part prendre du repos à Nice. Le 13 février 1934, passant par l'avenue de la Victoire au retour d'une promenade au cap Martin, il est bousculé par la foule assistant au carnaval. S'étant fracturé la hanche dans sa chute, il meurt de sa blessure quelques jours plus tard à l'hôpital Sainte-Croix. Il est inhumé à Labbeville.

## Publications
- Du jeu, du pari en droit romain et en droit français. Du prêt à la grosse en droit romain. Des jeux de bourse Thèse pour le doctorat, Paris 1876,  Pichon-Lamy et Dewez, 486 p.lire en ligne sur Gallica